# Háj
Háj es un municipio del distrito de Košice-okolie en la región de Košice, Eslovaquia, con una población estimada a final del año 2024 de 239 habitantes.
Se encuentra ubicado en el centro de la región, en la cuenca hidrográfica del río Sajó (afluente derecho del Tisza) y cerca de la frontera con la región de Prešov y con Hungría.

## Demografía
| Año        | 1994 | 2004     | 2014    | 2024     |
| ---------- | ---- | -------- | ------- | -------- |
| Población  | 332  | 285      | 290     | 239      |
| Diferencia |      | −14,15 % | +1,75 % | −17,58 % |

| Año        | 2023 | 2024    |
| ---------- | ---- | ------- |
| Población  | 242  | 239     |
| Diferencia |      | −1,23 % |